# Saxifrageae
Saxifrageae, tribus u porodici kamenikovki kojem u pripada veliki rod Saxifraga sa preko 460 vrsta raširenih diljem svijeta, osim Australije, i možda monotipičnog roda Brachycaulos, endema iz Sikkima, koji se uključuje i u porodicu Rosaceae.

## Vrste
1. Saxifraga L. (468 spp.)
2. Brachycaulos Dikshit & Panigrahi (1 sp.)